# Антоновка (Туринский муниципальный округ)
Антоновка — деревня в Туринском городском округе Свердловской области России.

## Географическое положение
Деревня Антоновка расположена на левом берегу реки Туры, напротив города Туринска (расстояние до уентра города по прямой — 3 километра, по автодороге — 5 километров), на северном берегу Антоновского озера-старицы. Рядом расположены село Чекуново и посёлок Смычка.

## Население
| 2002 | 2010 | 2021 |
| ---- | ---- | ---- |
| 25   | ↘5   | ↘3   |